# Eva Nordung Byström

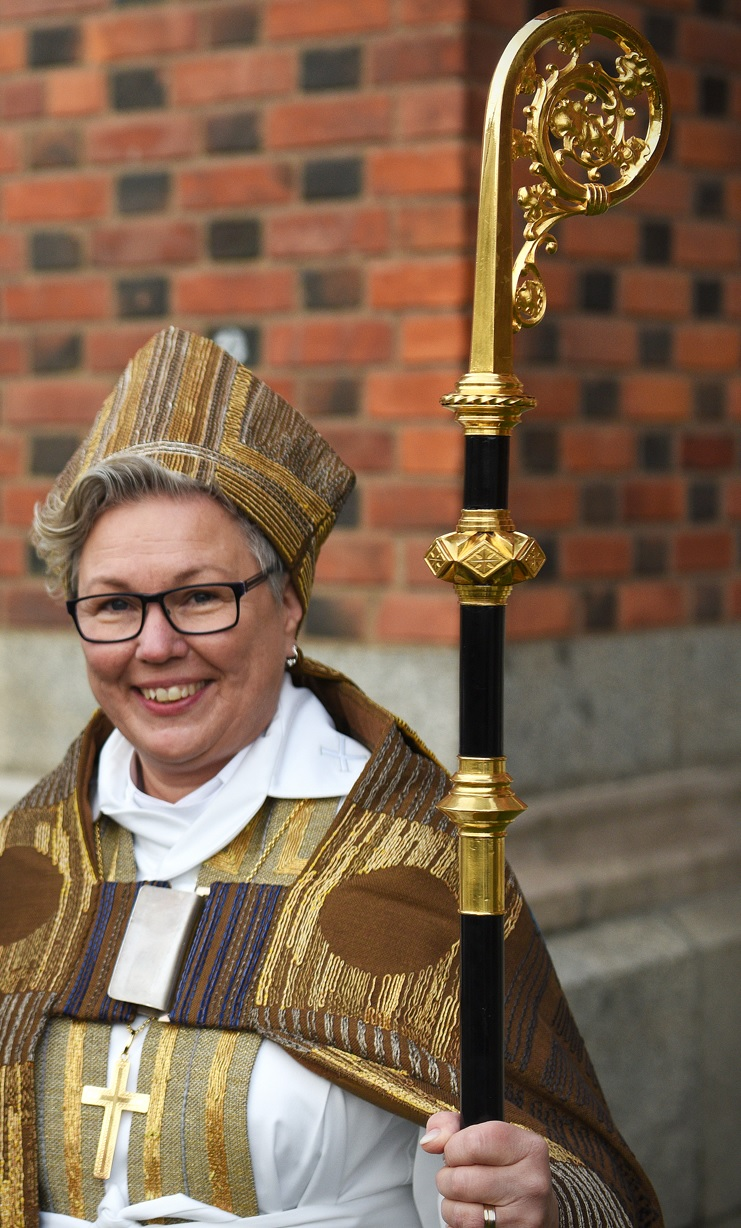
Eva Nordung Byström

Eva Nordung Byström (* 21. April 1957 in Härnösand) ist eine schwedische Geistliche. Von 2014 bis 2024 amtierte sie als Bischöfin des Bistums Härnösand in der lutherischen Schwedischen Kirche.

## Leben
Byström studierte Evangelische Theologie. 1984 wurde sie zur lutherischen Pfarrerin ordiniert und arbeitete anschließend in verschiedenen Gemeinden in Jämtland und Västernorrland. Von 2004 bis 2014 war sie Hauptpfarrerin (kyrkoherde) in der zur Kommune Örnsköldsvik gehörenden Landgemeinde Arnäs, seit 2007 zusätzlich Pröpstin der Propstei Örnsköldsvik. 2014 wurde sie als Nachfolgerin von Tuulikki Koivunen Bylund im Bistum Härnösand zur Bischöfin gewählt und am 14. Dezember 2014 im Dom zu Uppsala geweiht.
2020 kam es zu einem heftigen Konflikt im Bistum, in dessen Folge die Bistumsleitung (stiftsstyrelsen) die Absetzung von Bysröm beschloss. Byström klagte gegen den Beschluss und erhielt Unterstützung von der Bischofskonferenz der Schwedischen Kirche. Schließlich hob der zuständige Ausschuss im Januar 2021 den Absetzungsbeschuss auf.
Im September 2024 wurde Byström pensioniert. Ihre Nachfolgerin wurde Teresia Derlén.